# Бёрнс, Джон Эллиот
Джон Эллиот Бёрнс (англ. John Elliot Burns; 1858—1943) — английский политический и профсоюзный деятель.

## Биография
Джон Эллиот Бёрнс родился 20 октября 1858 года в городе Лондоне.
Служил в Западной Африке (на Нигере), затем работал на фабриках в Лондоне. Вскоре стал одним из популярнейших столичных ораторов на митингах рабочих и безработных; организовывал тред-юнионы, по преимуществу чернорабочих.
В 1881 году был вместе с Генри Мейерсом Гайндманом одним из основателей Социал-демократической федерации Великобритании (англ. Social Democratic Federation).
В 1885 году выступил кандидатом на выборах в Парламент Великобритании, как социалист (против либерала и консерватора), но безуспешно.
За участие в митинге безработных в Гайд-парке (в Лондоне) в 1886 году, окончившемся столкновением с полицией, Бёрнс был арестован, но спустя некоторое время оправдан, так как было выяснено (во многом благодаря показаниям Рескина), что он уговаривал толпу разойтись.
В том же 1886 году Джон Бёрнс был организатором другого митинга рабочих, созванного в Лондоне в Трафальгар-сквере для выражения поддержки Ирландии. Митинг вновь окончился столкновением с силами правопорядка и вошёл в историю Великобритании под именем «кровавого воскресенья». За участие в последнем Д. Бёрнс был приговорен к шести неделям тюремного заключения.
Около этого времени Бёрн вышел из состава социал-демократической федерации и стал называть себя «независимым социалистом».
С 1888 года он состоял членом лондонского графства и боролся за муниципализацию городских предприятий, за понижение рабочего дня в них и т. д.
В 1889 году Джон Бёрнс вместе с Томом Манном (англ. Tom Mann) и Беном Тиллетом (англ. Ben Tillett) был организатором стачки докеров, которая вынудила руководство пойти на некоторые уступки рабочим.
В 1892 году Бёрнс был избран в Баттерси (Лондонский округ) в палату общин не как социалист, а как либерал-лейборист, выставленный Либеральной партией против консерваторов. В 1895 и 1900 годах переизбирался в Палату общин, оба раза как либерал. В Либеральной партии он занимал место на крайнем левом фланге, стремясь социализировать или по крайней мере радикализировать партию. К новой рабочей (Лейбористской) партии, за которую ратовал Кейр Харди и другие товарищи по профсоюзному движению, он присоединяться отказывался.
От социал-демократической программы он не отказывался, считал, что проводить её может скорее в рядах либералов, чем в Социал-демократической федерации, ставшей, по его мнению, совершенно бессильной. В последней его считали изменником, однако среди рабочих в начале XX века Джон Бёрнс пользовался громадной популярностью; оттого либералы им тоже очень дорожили.
Генри Кэмпбелл-Баннерман в декабре 1905 года включил его в свой кабинет в качестве президента Совета местного самоуправления. Таким образом, Бёрнс стал одним из первых выходцев из рабочего класса на министерских постах в Великобритании (после Генри Бродхерста); сам он гордился своими рабочими корнями и заявлял перед парламентом, что не стыдится быть сыном прачки. Он слыл эффективным администратором и был оставлен на этом посту новым премьером Гербертом Генри Асквитом вплоть до 1914 года.
В 1914 году был назначен министром торговли, но подал в отставку в знак протеста против Первой мировой войны два дня спустя её начала. К этому моменту он уже сдвигался к правому флангу либеральной партии, выступая против социального обеспечения, например, помощи безработным. К тому же, даже антивоенная позиция Бёрнса против Англо-бурской войны была обусловлена его крайним антисемитизмом.
Джон Эллиот Бёрнс скончался 24 января 1943 года.